# Mansel Alcantra
Mansel Alcantra o Alcantara (?-1829) fue un pirata español activo en el Atlántico Sur a principios del siglo XIX. Además de cometer actos de piratería, llevó a cabo varios incidentes de asesinato en masa .
En 1829, su bergantín, el Macrinarian, capturó el paquebote Topaz de Liverpool cerca de Santa Helena mientras se dirigía de Calcuta a Boston . Después de que él y sus hombres terminaron de saquear el barco, Alcantara hizo matar a toda la tripulación. 
Ese mismo año se apoderó y saqueó un barco estadounidense, el Candace procedente de Marblehead, Massachusetts. El sobrecargo del barco, supuestamente un actor aficionado de teatro, se disfrazó como un sacerdote católico vistiéndose con una túnica negra y un sombrero de ala ancha. Esperó en su camarote fingiendo "rezar el rosario" y, cuando los piratas finalmente entraron en su camarote, se santiguaron respetuosamente y abandonaron la habitación. El joven fue el único de la tripulación y pasajeros que no fue asaltado por los piratas.